# Liste der Monuments historiques in Viviers (Moselle)
Die Liste der Monuments historiques in Viviers führt die Monuments historiques in der französischen Gemeinde Viviers auf.

## Liste der Bauwerke
| Bezeichnung     | Beschreibung | Standort                  | Kennzeichnung | Schutzstatus | Datum | Bild |
| --------------- | --- | ------------------------- | ------------- | ------------ | ----- | ---- |
| Priorat Viviers | im 11. Jahrhundert gegründet, 1625 in ein Chorherrenstift umgewandelt, nach 1789 als Nationalgut versteigert; erhalten: Süd- und Ostflügel des Klosters, um 1630 | 27 rue de l’Église (Lage) | PA57000014    | Inscrit      | 1998  |      |
| Motte           | mittelalterliche Burgstelle mit Graben | östlich des Ortes (Lage)  | PA00107043    | Inscrit      | 1990  |      |